# Lockheed L-188 Electra
Локхид L-188 «Электра» (англ. Lockheed L-188 Electra) — американский турбовинтовой самолёт. Среднемагистральный авиалайнер, один из немногих серийных турбовинтовых самолётов США. Первый полёт совершён 6 декабря 1957 года.
Самолёт представляет собой низкоплан традиционной конфигурации, который в стандартной компоновке вмещает 60-80 человек. Имеются также грузовые модификации. Всего было произведено 170 гражданских самолётов этого типа, из которых около 30 летают по сей день.

## История создания
Lockheed занимал сильные позиции в производстве авиалайнеров со своим поршневым самолётом Lockheed Constellation. Компания Capital Airlines сделала заказ на разработку турбовинтового авиалайнера, но из-за отсутствия интереса американских авиакомпаний на данный заказ сделку отменили, и Capital Airlines передала заказ компании Vickers на 60 четырёхмоторных турбовинтовых самолётов Vickers Viscount.
В 1954 году компания Lockheed предложила двухмоторный вариант CL 303, чтобы соответствовать требованиям American Airlines. Это был высокоплан на 60 — 70 пассажиров, но его прототип тоже не заинтересовал другие авиакомпании.
Впоследствии American Airlines пересмотрела свои требования и запросила четырёхмоторный вариант на 75 пассажиров для дистанции полёта до 3220 километров. Тогда Lockheed предложил новый дизайн CL 310 в виде низкоплана с двигателями Rolls-Royce Darts или Napier Elands. Теперь CL 310 соответствовал требованию American Airlines, но Eastern Airlines хотели самолёт с большей дальностью полёта и на 85 — 90 мест. Lockheed изменил и увеличил CL 310, чтобы использовать двигатель Allison 501-D13 (гражданская версия T56), который первоначально был разработан для Lockheed C-130 Hercules — транспортного самолёта вооружённых сил США.
В итоге 8 июня 1955 года новый вариант был запущен в производство как «модель 188» с заказом на 35 самолётов для American Airlines. Также 27 сентября 1955 года Eastern Airlines заказала 40 самолётов. Строительство первого самолёта заняло 26 месяцев, и к тому времени у Lockheed были заказы уже на 129 самолётов. 6 декабря 1957 года опытный образец «модели 188A» совершил свой первый полёт. Этот самолёт был сертифицирован 22 августа 1958 года Федеральным управлением авиации (FAA). Первая поставка для Eastern Airlines состоялась 8 октября 1958 года, хотя самолёты не поступали в эксплуатацию до января 1959-го.
В 1957 году флот Соединённых Штатов объявил конкурс на разработку современного морского патрульного самолёта. Lockheed предложил модификацию модели Electra, которая была позже запущена в производство как P-3 Orion, который имел намного больший успех. P-3 Orion используется вооружёнными силами США уже более 60 лет.

## Конструкция
Модель 188 Electra является консольным низкопланом с четырьмя турбовинтовыми двигателями Allison 501-D13. Этот самолёт имеет трёхопорное посадочное шасси, стандартное хвостовое оперение, управляется экипажем из трёх человек, перевозит 66—80 пассажиров в конфигурации смешанного класса, но может вместить 98 пассажиров в одноклассовой конфигурации. Первым вариантом была «модель 188А», за которой последовала «модель 188С» с большей дальностью полёта, за счёт увеличения объёма топливных баков и, соответственно, с более высоким взлётным весом.

## Модификации
Существует много различных модификаций Lockheed L-188 Electra. В данный момент эксплуатируются немногие из них. Ниже представлены наиболее популярные модификации:
- Lockheed L-188A Electra
- Lockheed L-188AF Electra
- Lockheed L-188C Electra
- Lockheed L-188CF Electra
- Lockheed L-188P Electra
- Lockheed L-188PF Electra
- Lockheed L-188W Electron (аргентинская военная модификация)
- P-3 Orion (модификация для ВМС США)

## Эксплуатация

### Гражданская

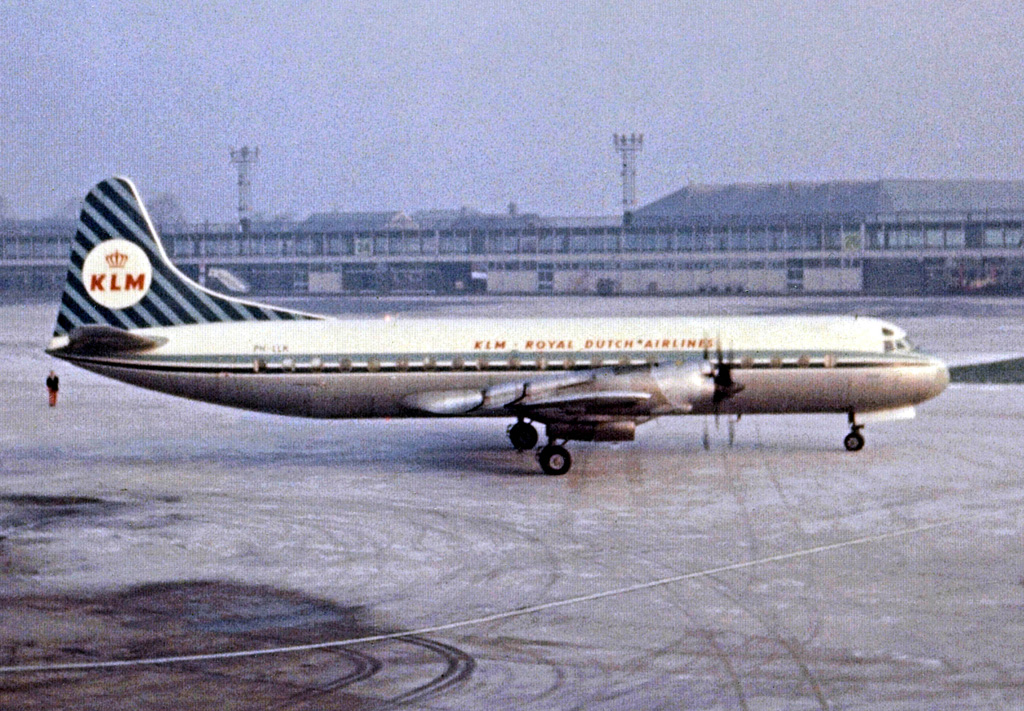
L-188C авиакомпании KLM

American Airlines была первой авиакомпанией, с заказа которой началось производство этих самолётов. Следующими были Eastern Airlines и Braniff Airways. Вначале Electra имела проблемы c обслуживанием и сервисом. Пассажиры раннего варианта самолёта жаловались на сильный шум в местах перед крыльями, вызванный резонансом пропеллеров. Чтобы решить эту проблему, Lockheed перепроектировал гондолы двигателей, отклонив их вверх на три градуса. Изменения были учтены на производственной линии к середине 1959 года и предоставлены клиентам в виде комплектов для модификации для уже построенных самолётов, что привело к улучшению работы и повысило комфорт пассажиров. В начале эксплуатации три самолёта были потеряны из-за несчастных случаев с человеческими жертвами между февралём 1959-го и мартом 1960-го. После третьей катастрофы FAA, до выяснения причин всех катастроф, ограничила максимальную скорость, на которой можно было управлять «Электрой».
После обширного расследования двух катастроф в сентябре 1959 и марте 1960 годов выяснилось, что они были вызваны проблемой с подвеской двигателя. При перепроектировании двигателя для устранения шума не было предусмотрено несколько нюансов. Колебания, которые гасились новым обтекателем, передавались крыльям, вибрация нарастала, что приводило к отрыву крыла от фюзеляжа. Компания осуществила дорогую программу по модификации, в результате чего подвеска двигателей, конструкция крыла, гондолы были усилены, а также были заменены некоторые места обшивки крыла более толстым материалом. Каждый из оставшихся 145 самолётов, построенных к тому времени, был модифицирован за счет Lockheed на заводе, модификация каждого самолёта занимала 20 дней, все изменения были учтены в последующих самолётах. Однако потеря репутации была серьёзной, общественность потеряла доверие к этим самолётам. Это понизило возможности применения «Электры» до использования только самыми мелкими авиакомпаниями. Производство самолётов закончилось в 1961 году после того, как были построены 170 самолётов. Потери для Lockheed были оценены в $57 миллионов, не считая дополнительные $55 миллионов по результатам судебных процессов. Хотя L-188 продолжали использовать в течение 1970-х и 1980-х годов для пассажирских перевозок. В настоящее время большинство самолётов используется в роли грузовых судов.
Именно этот самолет был зафрахтован группой The Beatles во время их первого американского турне в августе-сентябре 1964 г. и использовался во время многочисленных перелетов по США и Канаде.
Единственной европейской авиакомпанией, которая использовала «Электра», была KLM. В Южном Тихом океане — Tasman Empire Airways Limited (TEAL) и её преемник Air New Zealand. В Австралии с 1959 до 1971 годов  — Trans Australia Airlines (TAA) и Ansett. Ansett переделала три «Электры» в грузовые суда в 1970 - 1971 годах и продолжала их эксплуатацию до 1984 года. Qantas также имел четыре «Электры» на своих маршрутах в Гонконг, в Японию, в Новую Каледонию и в Новую Гвинею (пока маршрут в Новую Гвинею не был передан Ansett и TAA), а позже через Индийский океан в Южную Африку. Три «Электры» Qantas Airlines были списаны в середине 1960-х и в 1971 году.
Некоторые «Электры» были проданы южноамериканским авиакомпаниям, включая боливийскую авиакомпанию Lloyd Aereo Boliviano: Электра позволила Lloyd Aereo лететь без остановок на международных рейсах, пока компания не получила свой первый реактивный авиалайнер, и компании VARIG, которая занималась челночным обслуживанием маршрута Рио-де-Жанейро - Сан-Паулу (так называемый Ponte Aérea — «воздушный мост» на португальском языке), прежде чем его «Электры» были проданы Заиру в 1992 году. Другие 40 бортов с 1968 года были переоборудованы в грузовые с одной или двумя большими дверьми с левой стороны фюзеляжа и укреплённым полом кабины.
- Atlantic Airlines
- Buffalo Airways
- Trans Service Airlift
- Segers Aviation
- Bigojet

### Военная и грузовая

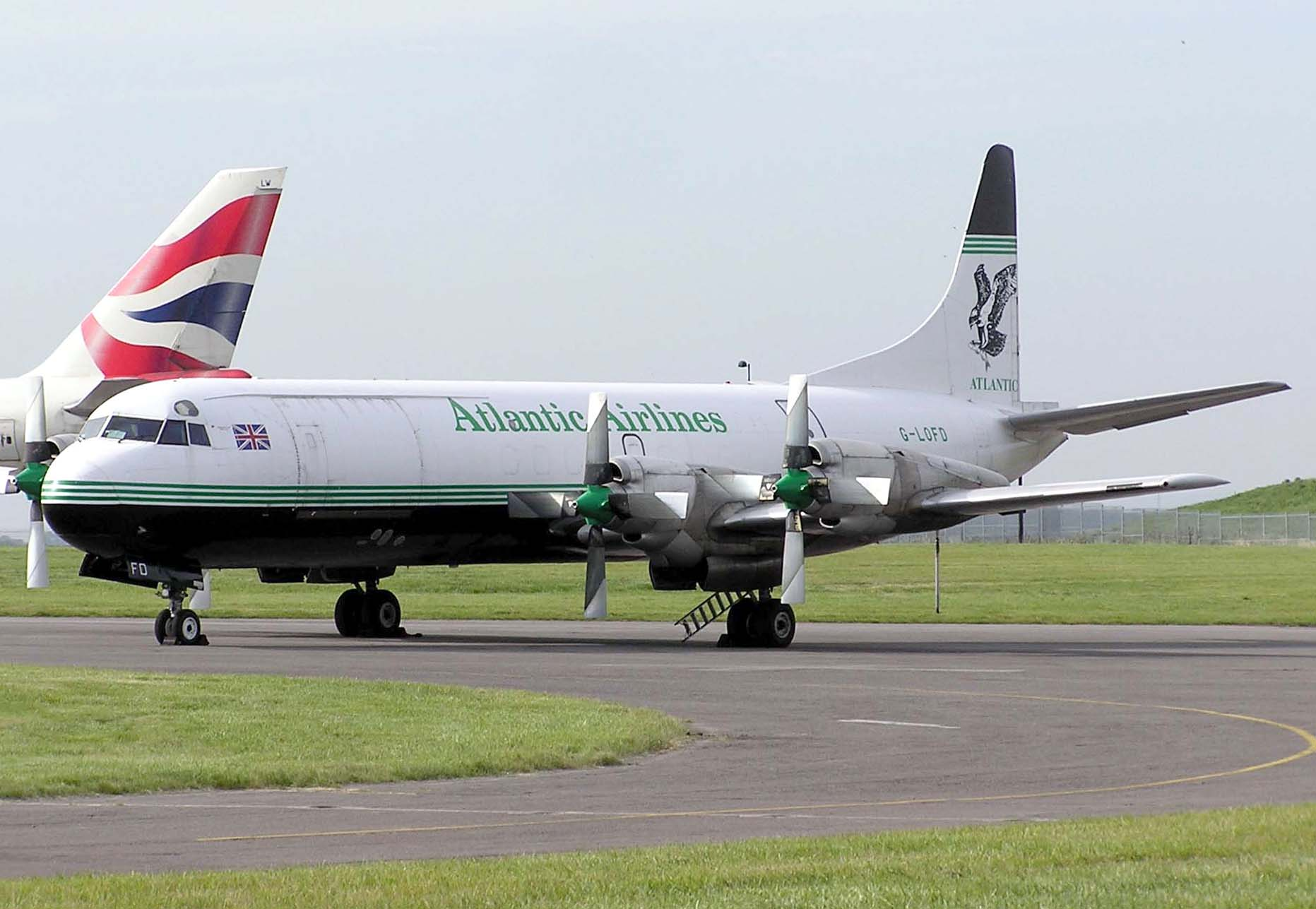
L-188CF авиакомпании Atlantic Airlines

В 1973 году аргентинский флот купил три «Электры», снабжённые грузовыми дверями. Они использовались аргентинскими военными во время «Грязной войны» для казней политических заключённых в так называемых «полётах смерти». «Электры» также использовались, как грузовой транспорт во время Фолклендской войны в 1982 году.
В 1983 году после списания «Нептунов», аргентинский флот купил «Электры» для пассажирских перевозок, но несколько из них модифицировали как морские патрульные самолёты и широко использовали их до их замены на P-3 Orion в 1994. Одна «Электра» аргентинского флота под местным названием Electron L-188W (вариант РЭБ) сохранена в аргентинском Военно-морском Музее Авиации (MUAN) в Байя-Бланке.

### Текущая эксплуатация
С августа 2010 года находились в обслуживании в общей сложности 11 самолётов Lockheed L-188 Electra Atlantic Airlines (грузовые и пассажирские варианты), Buffalo Airways (грузовые варианты) и Trans Service Airlift, владеющая пассажирским L-188А. С июля 2011 года остались только грузовые и пожарные модификации L-188: три в Atlantic Airlines и четыре в Buffalo Airways, в то время как ещё тринадцать были зарегистрированы на канадскую компанию Air Spray (переоборудованы для распыления с воздуха, с объёмом баков 3000 американских галлонов) и два в Conair Group (переоборудованы для тушения пожаров).

## Лётно-технические характеристики
Технические характеристики
- Экипаж: 5 человек
- Пассажировместимость: 99-127 человек
- Длина: 31,85 м
- Размах крыла: 30,18 м
- Высота: 10,00 м
- Площадь крыла: 120,77 м²
- Масса пустого: 27,9 т
- Максимальная взлётная масса: 51,3 т
- Силовая установка: 4 ×  Allison 501-D13
- Мощность двигателей: 4 × 3750 л.с.

Лётные характеристики
- Максимальная скорость: 721 км/ч
- Крейсерская скорость: 600 км/ч
- Практическая дальность: 3540 км
- Практический потолок: 8655 м

## Аварии и катастрофы
По данным сайта Aviation Safety Network, по состоянию на 10 января 2020 года в общей сложности в результате катастроф и серьёзных аварий были потеряны 59 самолётов Lockheed L-188 Electra. Lockheed L-188 Electra пытались угнать 7 раз, при этом погибли 2 человека. Всего в этих происшествиях погибли 1039 человек.
| Дата        | Бортовой номер | Место происшествия               | Жертвы    | Краткое описание |
| ----------- | -------------- | -------------------------------- | --------- | --- |
| 03.02.1959  | N6101A         | Нью-Йорк                         | 65/73     | При заходе на посадку рухнул в реку из-за ошибок экипажа. |
| 29.09.1959  | N9705C         | Баффало                          | 34/34     | Разрушился в воздухе из-за недостатков конструкции. |
| 17.03.1960  | N121US         | Каннелтон                        | 63/63     | Произошла по той же причине, что и предыдущая. |
| 19.07.1960  | н.д.           | Брисбен                          | 0/43+     | Самолёт был захвачен вооружённым угонщиком. Самолёт получил небольшие повреждение после выстрела и был отремонтирован.                                                                               |
| 14.09.1960  | N6127A         | Нью-Йорк                         | 0/76      | Во время посадки задел стойкой шасси дамбу. Списан. |
| 04.10.1960  | N5533          | Бостон                           | 62/72     | Столкновение с птицами вскоре после взлёта. |
| 12.06.1961  | PH-LLM         | Каир                             | 20/36     | Рухнул на землю при посадке из-за ошибок экипажа. |
| 24.07.1961  | н.д.           | Гавана                           | 0/38      | Попытка угона. Самолёт повреждений не получил. |
| 17.09.1961  | N137US         | Чикаго                           | 37/37     | Рухнул во время взлёта из-за технической неисправности. |
| 06.08.1962  | N6102A         | Ноксвилл                         | 0/72      | Потерпел аварию во время посадки при сильном боковом ветре. |
| 27.03.1965  | ZK-TEC         | Уаитакере                        | 0/6       | Во время жёсткой посадки подломилась стойка шасси, самолёт загорелся. |
| 26.10.1965  | н.д.           | Ки-Уэст                          | 0/33      | Попытка угона. Самолёт повреждений не получил. |
| 22.04.1966  | N183H          | Ардмор                           | 83/98     | Врезался в холм из-за плохого самочувствия командира экипажа. |
| 16.02.1967  | PK-GLB         | Манадо                           | 22/92     | Рухнул на землю из-за ошибок экипажа и плохих погодных условий. |
| 03.05.1968  | N9707C         | Досон                            | 85/85     | Разрушился в воздухе из-за попытки экипажа пролететь сквозь грозовой фронт. |
| 19.01.1969  | н.д.           | Гавана                           | 0/88      | Попытка угона. Самолёт повреждений не получил. |
| 05.02.1970  | PP-VJP         | Порту-Алегри                     | 0/51      | Во время посадки вне взлётно-посадочной полосы подломилась стойка шасси. |
| 09.08.1970  | OB-R-939       | Куско                            | 2+99/100  | Рухнул на землю при посадке из-за ошибок экипажа. |
| 24.08.1970  | N855U          | Огден                            | 0/3       | Потерпел аварию во время взлёта из-за ошибки экипажа. |
| 24.12.1971  | OB-R-941       | Пуэрто-Инка                      | 91/92     | Разрушился в воздухе от попадания в грозовой фронт. Из 15 оставшихся в живых выжила только одна пассажирка.                                                                                          |
| 09.01.1972  | PI-C1060       | Манила                           | 0/4       | Выкатился за пределы взлётно-посадочной полосы. |
| 19.03.1973  | N851U          | Огден                            | 0/3       | Сгорел после жёсткой посадки. |
| 23.05.1972  | н.д.           | Кито                             | 1/н.д.    | Попытка угона. Угонщик арестован в ходе штурма. |
| 30.05.1972  | PP-VJL         | Сан-Паулу                        | 1/92      | Попытка угона. Угонщик застрелен в ходе штурма. |
| 30.05.1973  | HK-1274        | Буэнос-Айрес                     | 0/93      | Попытка угона. Самолёт повреждений не получил. |
| 27.08.1973  | HK-777         | Богота                           | 42/42     | Врезался в гору. |
| 30.10.1974  | CF-PAB         | Риа-Пойнт                        | 32/34     | Упал в океан. |
| 06.11.1974  | N7140C         | Анкоридж                         | 0/0       | Сгорел в ангаре. |
| 11.12.1974  | N400FA         | Дедхорс                          | 0/3       | Выкатился за пределы взлётно-посадочной полосы и загорелся. |
| 30.04.1975  | N283F          | Дедхорс                          | 0/3       | Разломился и перевернулся при посадке. |
| 10.07.1975  | HK-1976        | Богота                           | 2/4       | Во время взлёта резко свернул вправо и врезался в пустой DC-6. Оба самолёта сгорели. |
| 12.03.1976  | N401FA         | озеро Удривик (Аляска)           | 0/3       | Сел на поверхность замерзшего озера. При посадке подломилась стойка шасси, самолёт загорелся. |
| 04.06.1976  | RP-C1061       | Гуам                             | 1+45/45   | Разрушился во время взлёта из-за ошибок экипажа. |
| 02.07.1976  | N5531          | Бостон                           | 0/0       | Взрыв бомбы. |
| 31.03.1977  | CF-NAZ         | Саммерсайд                       | 3+0/н.д.  | В стоящий на земле самолёт врезался CP-107 Argus. |
| 30.06.1977  | N126US         | Карибское море (65 км от Панамы) | 4/4       | Пропал в Карибском море. |
| 06.07.1977  | N280F          | Сент-Луис                        | 3/3       | Разбился сразу после взлёта. |
| 05.01.1979  | N403GN         | Дедхорс                          | 0/15      | Приземлился раньше взлётно-посадочной полосы. |
| 18.11.1979  | N859U          | Солт-Лейк-Сити                   | 3/3       | Во время набора высоты экипаж сообщил о технических неисправностях. Во время возвращения в аэропорт экипаж потерял контроль и самолёт разрушился в воздухе из-за перегрузки.                         |
| 02.02.1980  | YS-07C         | Сан-Сальвадор                    | 0/3       | Пожар на земле. |
| 08.01.1981  | HR-SAW         | Гватемала                        | 6/6       | Разбился во время набора высоты из-за технической неисправности. |
| 21.03.1982  | N5504          | Ленауэй                          | 0/0       | Уничтожен во время шторма. |
| 21.03.1982  | N5516          | Ленауэй                          | 0/0       | Уничтожен во время шторма. |
| 08.06.1983  | N1968R         | залив Аляска                     | 0/15      | Потеря винта двигателя № 4, который пробил пол кабины и вызвал разгерметизацию и потерю управления. Экипажу удалось посадить самолёт в Анкоридже, установить причину поломки винта так и не удалось. |
| 30.05.1984  | N5523          | Чокхилл                          | 4/4       | Разбился из-за перегруза. |
| 09.01. 1985 | N357Q          | Канзас                           | 3/3       | Разбился при заходе на посадку. |
| 21.01.1985  | N5532          | Рино                             | 70/71     | Рухнул на землю после взлёта из-за ошибок экипажа и наземного обслуживания аэропорта. |
| 29.01.1985  | N854U          | Мариетта                         | 0/3       | Во время посадки не вышла основная стойка шасси. После посадки на брюхо самолёт загорелся. |
| 30.11.1985  | PK-RLG         | Медан                            | 0/45      | Загорелся после жёсткой посадки. |
| 05.01.1986  | 9Q-CWT         | Касонго                          | 2/14      | Совершил вынужденную посадку в зарослях. |
| 12.09.1988  | HC-AZY         | Лаго-Агрио                       | 7/7       | Разбился сразу после взлёта из-за пожара в двигателе. |
| 04.09.1989  | HC-AZJ         | Гуаяс                            | 0/99      | Жёсткая посадка. |
| 20.09.1989  | 6-P-101        | Трелью                           | 0/23      | Разломился при посадке. |
| 21.03.1990  | HR-TNL         | Лас-Меситас                      | 3/3       | Разбился при заходе на посадку. |
| 14.07.1990  | N4465F         | Ораньестад                       | 0/3       | Начал разрушаться в воздухе. Совершил аварийную посадку. |
| xx.08.1992  | 9Q-CRY         | н.д.                             | 0/н.д.    | Потерян при невыясненных обстоятельствах. |
| 14.04.1993  | N5517          | Детройт                          | 0/0       | Уничтожен при пожаре. |
| 21.01.1994  | 9Q-CCV         | Киншаса                          | 0/н.д.    | Во время посадки надломилась носовая стойка шасси. |
| xx.07.1994  | 9Q-CGD         | н.д.                             | н.д./н.д. | Потерян при невыясненных обстоятельствах. |
| 13.03.1995  | 9Q-CDG         | Киншаса                          | 0/н.д.    | Потерян при невыясненных обстоятельствах. |
| 18.12.1995  | 9Q-CCR         | Каунгула                         | 141/144   | Рухнул на землю из-за перегруза и смещения багажа в грузовом отсеке. |
| 08.02.1999  | 9Q-CDI         | Киншаса                          | 7/7       | Разбился вскоре после взлёта. Обязанности второго пилота выполнял бортинженер, а обязанности бортинженера выполнял наземный механик.                                                                 |
| 01.03.1999  | N285F          | аэропорт Шаннон                  | 0/6       | Аварийная посадка из-за возникших в воздухе технических неисправностей. |
| 16.10.2000  | C-FQYB         | Ред-Дир                          | 0/0       | Уничтожен при пожаре. |
| 16.07.2003  | C-GFQA         | Кранбрук                         | 2/2       | Врезался в склон холма. |
| 29.03.2007  | XA-AEG         | Панама                           | 0/3       | Загорелся во время запуска двигателя. |
| 28.01.2010  | G-LOFB         | Ковентри                         | 0/0       | Взрыв топливного бака. |